# Shackleton Falls
Die Shackleton Falls sind ein Wasserfall auf Südgeorgien im Südatlantik. Sie liegen am Kopfende des Shackleton Valley in der Busen-Region.
Das UK Antarctic Place-Names Committee benannte sie 2013 in Anlehnung an die Benennung des gleichnamigen Tals. Dessen Namensgeber ist der britische Polarforscher Ernest Shackleton (1874–1922), dem im Mai 1916 nach einer abenteuerlichen Rettungsfahrt in einem Beiboot von Elephant Island nach Südgeorgien mit zwei Begleitern die Durchquerung der Insel gelungen war.